# جوشوا جونسون (رسام)
جوشوا جونسون (بالإنجليزية: Joshua Johnson) (و. 1763 – 1832 م) هو رسام، وفنان أمريكي، توفي عن عمر يناهز 69 عاماً.